# اجماع علمی درباره تغییر اقلیم

میانگین دمای خشکی اقیانوس از ۱۸۸۰

اجماع علمی درباره تغییر اقلیم عقیدهٔ کلی بین دانشمندان در این خصوص است که آیا گرمایش جهانی در حال رخ دادن است، و (اگر چنین است) و علل و عواقب احتمالی آن چیست. این نظر علمی در بررسی‌های سیستماتیک، از سوی نهادهای علمی ملی یا بین‌المللی و ارزیابی‌های نظرات بین دانشمندان اقلیمی ابراز شده‌است. برخی دانشمندان، دانشگاه‌ها و آزمایشگاه‌ها از طریق انتشارات دارای داوری همتا در نظر کلی علمی مشارکت کرده و نقاط اتفاق نظر و قطعیت نسبی در آن گزارش‌ها و ارزیابی‌ها خلاصه شده‌است.
اجماع علمی این است که اقلیم زمین بی‌شک در حال گرم شدن است و این شدیداً محتمل است (یعنی با احتمال اقلاً ۹۵٪ یا بیشتر) که انسان‌ها بیشتر آن را از طریق اقداماتی که تمرکز گاز گلخانه‌ای را در جو زمین، با اقداماتی چون جنگل‌زدایی و سوزاندن سوخت سنگواره‌ای انجام می‌دهند. علاوه بر این محتمل است که برخی گرم شدن‌های ناشی از گازهای گلخانه‌ای با افزایش هواپخشها جبران شده باشد.

## گزارش‌های تلفیق ایده‌ها
گزارش‌های مربوط به ترکیبی از ایده‌های گوناگون، ارزیابی‌هایی از ادبیات علمی هستند که نتایج تلفیق آنها، طیف وسیعی از مطالعات مستقل را به منظور دست‌یابی به سطح وسیعی از درک، یا توصیف وضعیت دانش یک موضوع معین را ارائه می‌دهند.

### هیئت بین دولتی تغییرات آب و هوایی ۲۰۱۴
پنجمین گزارش هیئت بین‌دولتی تغییر اقلیم از همان قالب کلی مربوط به گزارش ارزیابی چهارم شامل سه گزارش گروه کاری و یک گزارشی از تلفیق ایده‌ها بود. گزارش گروه کاری یک در سپتامبر ۲۰۱۳ منتشر شد. خلاصه گزارش برای سیاست‌گذاران بیان می‌کند که گرم شدن سیستم آب و هوا با تغییرات بی‌سابقه طی دهه‌ها تا هزاره‌ها، از جمله گرم شدن جو و اقیانوس‌ها، از بین رفتن برف و یخ و افزایش سطح دریا امری یقینی است. انتشار گازهای گلخانه‌ای، عمدتاً به دلیل رشد اقتصادی و افزایش جمعیت، منجر به غلیظ شدن گازهای گلخانه‌ای در جو زمین شده‌است، بطوری‌که باید گفت این موضوع حد اقل ۸۰۰۰۰۰ سال گذشته بی‌سابقه بوده‌است. این عوامل همراه با سایر محرک‌های انسانی، به احتمال ۹۵٪ علت اصلی گرمایش جهانی مشاهده شده از اواسط قرن بیستم را تشکیل می‌دهند.